# الإذاعة الجزائرية
إذاعة الجزائر هي إذاعة تابعة للإذاعة والتلفزيون الجزائري، بدأت بث برامجها في بداية الخمسينات خلال الثورة الجزائرية. تبث اليوم 500 ساعة يوميا باللغات العربية والفرنسية والإنجليزية والإسبانية كما أن لديها 30 إذاعة جهوية.

## البداية
مع اندلاع الثورة الجزائرية انصب اهتمام السلطات الاستعمارية أكثر بالإذاعة باعتبارها سلاحا فعالا في توجيه الرأي العام الوطني والدولي، وخاصة بعد أن أصبحت الدعاية إحدى الأدوات الأساسية، التي استخدمتها السلطات الاستعمارية لتحطيم معنويات الجزائريين وإضعاف ثقتهم بجيش التحرير الوطني من خلال التشكيك في انتصاراته، لهذه الاعتبارات كلها، فكرت الثورة في إيجاد وسيلة تمكنها من القيام بعمل إعلامي دعائي يقوم بتزويد الجزائريين بالأخبار وتطورات الثورة في الداخل والخارج، وشرح القضايا الوطنية من كل جوانبها. وازداد إصرار الثورة في دخول حرب الموجات السمعية وخاصة بعد أن أكدت وثائق مؤتمر الصومام على أهمية وسائل الإعلام والدعاية ودورها في الثورة المسلحة.

## صوت الجزائر من البلدان العربية
في السنتين الأوليتين اعتمدت الثورة الجزائرية في إيصال صوتها إلى الشعب الجزائري وإلى العالم على إذاعات الدول العربية، وعلى الخصوص المصرية والتونسية، وهنا علينا أن نشير بالدور الفعال الذي لعبته إذاعة صوت العرب من القاهرة، إذ خصصت ثلاثة برامج أسبوعية للجزائر، وكانت تذاع باللغتين العربية والفرنسية، أما الإذاعة التونسية، فقد خصصت برنامجا تونسيا هو «هنا صوت الجزائر المجاهدة الشقيقة» يذاع ثلاث مرات في الأسبوع، ومن أهم منشطي هذا البرنامج محمد عيسى مسعودي، وكان البرنامج يبث الأخبار العسكرية والتعاليق السياسية، ودعمت الشبكة الخارجية بإنشاء عدة محطات منها: محطة طرابلس ودمشق والقاهرة وبغداد وبكين وبنغازي ومرسى مطروح وأكرا وكوناكري والرباط.

## ميلاد الإذاعة الجزائرية
كان أول ميلاد للإذاعة الجزائرية في المغرب في شهر ديسمبر عام 1956 بعد أن استطاعت الثورة الحصول على أجهزة اتصالات متطورة أمريكية الصنع، وخصوصا تلك التي تستعمل لربط الوحدات الكبيرة وعلى مسافات بعيدة، بعد إدخال تعديلات عليها أصبح من الممكن استعمالها في البث الإذاعي، كانت هذه الإذاعة تبدأ برامجها بعبارة «هنا إذاعة الجزائر المكافحة» أو «صوت جبهة التحرير يخاطبكم من قلب الجزائر»، وكان يبث بالعربية والفرنسية والأمازيغية، وتضمنت برامج الإذاعة البلاغات العسكرية والتعاليق السياسية والرد على الدعاية الاستعمارية وغيرها من البرامج ذات الطابع الدعائي والتعبوي.

## جوائز وتكريمات للإذاعة
1. وسام العالم الجزائري تكرم الإذاعة الجزائرية نظير جهودها الحثيثة في دعم العلم والعلماء[6][7]